# Albright et Wilson
La compagnie Albright et Wilson (A & W), fondée en 1856 au Royaume-Uni par deux entrepreneurs quakers ; Arthur Albright et John Edward Wilson. Elle fabriquait du chlorate de potassium et du phosphore blanc pour l'industrie des allumettes. Pendant une grande partie des 100 premières années de son existence, les produits chimiques dérivés du phosphore ont constitué l’essentiel de sa production.
La Cie Albright et Wilson s'est ensuite considérablement développée dans les secteurs des silicones, des détergents, des additifs alimentaires, des produits chimiques de traitement des surfaces métalliques, les produits chimiques à base de strontium et les produits chimiques à base de chrome. Le groupe, racheté par Rhodia était et reste le second fabricant de produits chimiques au Royaume-Uni, bien que toujours bien plus petit qu'ICI.

## Histoire

### Les précurseurs
En 1842 Arthur Albright, un technicien chimiste, entre comme associé dans la firme de produits chimiques de John et Edmund Sturge à Birmingham. Il avait épousé la sœur d’Edmund Sturge qui était un quaker comme lui. Les Sturges fabriquaient alors déjà du chlorate de potassium pour l’industrie des allumettes, dans leur usine de Selly Oak, à côté du canal de Worcester et Birmingham. 

En 1844., Albright ajouta une chaine de production de phosphore blanc.

En 1850, les productions de chlorate de potassium et de phosphore blanc sont transférées à Langley Green, à Oldbury (West Midlands). La production de phosphore blanc redémarre en 1851. Le nouveau site jouxtait l'usine de Chance & Hunt pour avoir accès direct à un approvisionnement en acide sulfurique, en acide chlorhydrique et en charbon dans le bassin charbonnier du pays noir ("Black Country"). De plus, il était avantageusement proche de deux embranchements du canal de Birmingham, l'un menant au canal de Titford. 
En 1851, Arthur Albright met au point la production de phosphore rouge (forme amorphe du phosphore) par chauffage de phosphore blanc dans un creuset scellé sous vide. Ce procédé avait été découvert et breveté par le Professeur Schrötter, à Vienne, mais c'est Albright qui a amélioré la méthode en éliminant le risque d’explosion.

Le 31 décembre 1854 Albright rompt son partenariat avec les Sturges, et John Edward Wilson, un marchand, rejoint la société. 

### Naissance deA&W
En 1856 John Edward Wilson devient partenaire de Albright. Ils fondent une nouvelle compagnie : Albright et Wilson. Les Frères Sturges ont continué leur activité de chimistes manufacturiers à Birmingham, mais ont transféré leur usine à Stirchley (dans le West Midlands), et ont cessé toute production de phosphore.

En 1857 John Wilson épouse la sœur de Rachel Albright (l’épouse d’Albright).

Oldbury est demeuré le siège d’ Albright et Wilson et de leur laboratoire de recherche. La compagnie a longtemps été connue sous le nom de  division d’Oldbury .  L'entreprise a également gardé un bureau à Londres, à Knightsbridge Green. 

En octobre 1974, elle déménage les bureaux de sa division Industrie Chimique, d’Oldbury, à Warley (en). Les six étages de bureaux (A&W House), au 210-222 Hagley Road, étaient à l'origine loués pour 25 ans. Quinze ans plus tard, certaines parties du siège social ont été transférées de Knightsbridge Green à A & W House. En octobre 1991, le siège social est déménagé à A & W House, et en 1997 l'immeuble a été vendu et est maintenant connu sous le nom de Quadrant Ouest.

En 1892, elle devient la SARL Albright & Wilson Ltd, qui appartiendra aux deux familles durant près de 100 ans. 

Le 5 mars 1948, elle est nationalisée et devient donc une entreprise publique.

En 1971 Tenneco rachète une part du capital d'Albright et Wilson et finit (en 1978) par en obtenir le contrôle. L'entreprise conserve d'abord sa propre identité, puis cède plusieurs de ses filiales. 

En 1995, Tenneco se dégage de ses nombreuses participations, et une partie du noyau originel d’Albright et Wilson est transféré dans une nouvelle société publique, « Albright et Wilson Société anonyme », qui a été cotée en  bourse, en février de la même année. 

1996 (le 3 oct), un grave incendie éclate sur le site d'Avonmouth (Bristol), à la suite de la vidange d'un camion-citerne contenant ce que l'on croyait être de l'épichlorhydrine. Des explosions en série détruisent l'aire de réservoirs de stockage et le camion-citerne. Il faut une heure pour maitriser l'incendie, avant que l'on découvre que le camion-citerne contenait en réalité du chlorite de sodium, qui réagit de façon explosive avec l'épichlorhydrine. Le feu a produit un panache de fumée noire qui s'est élevé jusqu'à de 100 m de haut. Il contenait du chlorure d'hydrogène. Ce nuage a dérivé vers l'estuaire de la Severn, entrainant la fermeture des autoroutes et des services ferroviaires situées sur son passage. L'enquête a montré que deux citernes avaient été interverties par le transporteur qui a averti l'usine trop tard, alors que le déchargement avait commencé. Néanmoins A & W a été condamné à une amende de 60 000 £ pour ne pas avoir vérifié les étiquettes de danger sur le camion, ni le contenu des bons de livraison, le n° de cuve par rapport à la commande originale. A & W a aussi été condamné pour l'absence de mesures visant à prévenir tout ajout de produits incompatibles avec le contenu d'une cuve de stockage, pour absence de contrôle et échantillonnage des matières premières, et pour absence d'identification d'impuretés potentiellement dangereuses.  Cet accident a nui à l'image du groupe.
En 1999, alors que les résultats du groupe sont décevants, il est racheté par le groupe  chimique  français Rhodia. Le nom, vieux d’un siècle et demi, disparait, sauf en Inde, en Australie, en Nouvelle-Zélande et aux Philippines. Les parts de l’ancienne société Albright et Wilson sont maintenant la propriété de la Huntsman Corporation.

## Phosphore et allumettes au phosphore
Le phosphore blancet le phosphore amorphe sont restés le principal produit d'Albright et Wilson jusqu'à la Première Guerre mondiale.
Dans les premiers temps, le phosphore blanc était obtenu à partir de cendres d’os traitées par l'acide chlorhydrique pour produire un précipité de phosphates. Ensuite, les phosphates étaient chauffés plusieurs jours dans un récipient hermétique, un creuset, une cornue et on distillait les vapeurs de phosphore, sous l'eau. D'énormes quantités de charbon étaient nécessaires pour chauffer les cornues.
La production de phosphore blanc a été améliorée par l'utilisation de minerai de phosphate et d'acide sulfurique en lieu et place de la cendre d'os et de l'acide chlorhydrique, et par l'utilisation de fours à réverbère au lieu des fours à chauffage direct.
Le phosphore blanc est très toxique. Il empoisonnait lentement les ouvriers qui fabriquaient les allumettes, causant notamment une ostéonécrose du maxillaire(phossy jaw). 
En 1851, Albright et Wilson présentèrent leur nouveau phosphore amorphe à l'Exposition universelle de 1851, à Crystal Palace. Un échantillon du produit fut confié à deux  Suédois, les frères Lundstrom, pour une fabrication expérimentale d’allumettes. En 1855, juste avant l’Exposition de Paris, John Edvard Lundstrom a constaté que les allumettes étaient encore utilisables. Il a passé une grosse commande de phosphore amorphe à Albright et Wilson, ce qui a abouti à la fondation de l'industrie suédoise d’allumettes de sécurité.
En 1899 Albright et Wilson ajoutèrent à leur gamme de produits le sesquisulfure de phosphore qu'ils ont été les premiers à commercialement produire : en effet c'est un composé instable et dangereux à fabriquer. Deux chimistes français, Savene et Cahen, avaient prouvé cette année-là qu'il n’était pas toxique et pouvait être utilisé pour fabriquer des allumettes de sûreté. Savene et Cahen  brevetèrent leur procédé de fabrication des allumettes.
En 1929, la British Match Corporation, anciennement connue sous le nom de Bryant et May, s’associa avec Albright et Wilson pour fonder une entreprise commune: La A & W Match Phosphore Company . Il a fallu céder la propriété d'une petite partie du site d’Oldbury pour la production de phosphore amorphe et sesquisulfure de phosphore.

## Expansion
Albright et Wilson se développa à la fois en ouvrant de nouveaux sites et en rachetant ses rivaux. La partie originelle  de la société axée sur le phosphore est devenue la  Division Oldbury . Ensuite en déménageant  sur de nouveaux sites, ils ont créé de nouvelles divisions.
Juste après la fin de la Première Guerre mondiale, Albright et Wilson a repris la « Holmes Marine Life Protection Association » qui est demeurée au sein de la Division Oldbury.

## Division d’Oldbury
En 1888 ils ont mis sur pied une unité de production à Wolverhampton avec un four électrique pour produire du phosphore blanc à partir de minerai de phosphate et une autre à Wednesfield en 1890 pour produire du phosphore. Albright et Wilson ont acheté le brevet et l’installation qu’ils ont dirigée pendant deux ans, avant de construire leur propre four à Oldbury. Les ateliers de Wednesfield ont ensuite été fermés.

## Division Marchon
En 1955, Albright et Wilson a repris la Marchon Chemical Company, entreprise basée à Whitehaven, qui produisait des détergents à base de phosphates. Le nom a disparu lorsque la société française, Rhodia, a pris la relève.